# Laserdisc
Laserdisc (LD) е исторически първият оптичен диск използван главно за възпроизвеждане на видео в домашни условия.

## История
През 1959 г. Дейвид Пол Грег изобретява прозрачен оптичен диск (работещ на преминаване на светлината) и го патентова през 1961 и 1969. Музикалната компания MCA (Music Corporation of America) първа придобива права над патента. През 1969 Philips разработва диск, който работи на отражение. Това му дава много предимства пред диска на Грег и подпомага неговата комерсиализация. За тази цел фирмите Philips и MCA обединяват своите усилия. Така първата демонстрация на видео-диска (LD) става факт през 1972 г. Първите LD излизат на пазара през 1978, две години след появата на VHS касетите и четири години преди компактдиска. Производител на дисковете е MCA, а на плейърите – Philips.
От придобиването на патента MCA поставя лого „DiscoVision“ на своите дискове.
През 1978 г. Pioneer Electronics също започва производство на дискове и плейъри под името „Laser Videodisc“, което впоследствие през „LaserDisc“ се редуцира до „Laserdisc“, което е официалното име на формата.
Според оценка от 1998, около 2% (приблизително 2 милиона) от домакинствата в САЩ притежават LD плейъри. За сравнение през 1999 плейъри имат около 10% от домакинствата в Япония, където LD е по-широко застъпен. В Европа този формат си остава рядкост.
С навлизането на DVD, както в САЩ, така и в Япония Laserdisc е напълно изместен и днес вече неговото производство е спряно. Последните LD са произведени през 2000 в САЩ и през 2001 в Япония.

## Техническа информация
LD се състоят от две пластмасови подложки, произведени чрез шприцване под налягане с отложен на тях метален отражателен слой и залепени една към друга с лепило. Тази технология, разработена от Philips е основа на производството и на излезлия по-късно компактдиск.
Най-често LD е с диаметър 30 см (около 12 инча), но има дискове с диаметър съответно 20 и 12 см. Дисковете са двустранни, четат се последователно от едната и другата страна, така обема на съхранената информация се удвоява.
Един 30-сантиметров диск Standart Play съдържа 30 мин. NTSC видео на една повърхност (или 36 мин. PAL). Extended Play дисковете съдържат съответно 60 мин. NTSC или 64 мин. PAL видео. Кодирането на видеосигнала е изцяло аналогово (YUV или composed video). При първите дискове аудио-сигнала също е аналогов, по-късно се появява възможност и за цифрово кодиране. За тази цел се използва PCM (Pulse Code Modulation), така озвучаването е с качеството на компактдиск.
Неудобство при LD е необходимостта по средата на филма диска да се извади и да се обърне ръчно от другата страна. Това се избягва при по-модерните плейъри, където четящата глава се премества от едната към другата повърхност на диска, което разбира се усложнява и без това скъпите устройства.